# 西神樂車站
西神樂車站（日语：／ Nishi-kagura eki */?）是一由北海道旅客鐵道（JR北海道）所經營的鐵路車站，位於日本北海道旭川市境內，是地方交通線富良野線沿線一個無人駐守的車站，由JR北海道旭川支社負責管轄。
「神樂」來自對阿伊努語的「hetce-us-i」（演出祭祀歌舞的地方）的意譯。

## 車站構造
西神樂車站內設有一對對向式月台兩條乘車線，兩月台間以跨線天橋連結。車站採無人管理方式經營，因此設有自動售票機提供必要的票務服務。

## 車站周邊
車站周圍有一個小規模的商店街，聚集了許多附近的主要設施。
- 國道237號
- 旭川市政府大樓（日语：旭川市役所）西神樂分所
- 旭川東警署（日语：旭川東警察署）西神樂派出所
- 西神樂郵局
- 旭川信用金庫（日语：旭川信用金庫）西神樂分店西神樂特別辦事處
- 東神樂農業協同組合（JA東神樂）西神樂分店
- 旭川市立西神樂中學
- 道北巴士（日语：道北バス）「西神樂站前」巴士站
- 神樂神社

## 歷史
- 1899年（明治32年）9月1日 - 北海道官設鐵道十勝線邊別車站（辺別駅）開始營運。一般車站。
- 1905年（明治38年）4月1日 - 由日本國有鐵道接管。
- 1942年（昭和17年）10月1日 - 改稱為西神樂站。
- 1982年（昭和58年）11月15日 - 取消貨物裝卸。
- 1984年（昭和60年）2月1日 - 取消行李處理。
- 時間不詳 - 車站簡易委託化。
- 1987年（昭和62年）4月1日 - 國鐵分割民營化後，由JR北海道繼承業務。
- 1989年（昭和64年） - 車站改建。
- 1999年（平成11年） - 車站無人化。

## 相鄰車站
北海道旅客鐵道（JR北海道）
■富良野線
西聖和（F34）－西神樂（F33）－西瑞穗（F32）

## 外部連結
- （日語）西神樂車站（JR北海道旭川支社）
- （日語）全驛參觀之旅 （页面存档备份，存于）

1. ↑  北海道庁.  (PDF). 北海道庁.   [2017-08-16]. （原始内容存档 (PDF)于2018-05-04）.